# Vysock
Vysock, (in russo Высоцк?, in finlandese Uuras), è una città-porto della Russia europea posta nell'Oblast' di Leningrado. Si trova al centro della baia di Vyborg, sull'isola Visockij, nella parte nord-orientale del golfo di Finlandia, a nordovest di San Pietroburgo, in direzione del confine con la Finlandia.

## Storia
La città, una delle più piccole della Russia a godere di questo status, fu fondata per ordine di Pietro il Grande nel punto più stretto dell'Istmo di Carelia, da cui deriva appunto il nome [Trångsund] della fortezza e poi della città, dopo che Vyborg era stata conquistata agli svedesi durante la Grande guerra del Nord.
Nel 1812 entrò a far parte del Granducato di Finlandia, costituito per ordine di Alessandro I di Russia e conservò questo denominazione fino al 1918, quando fu conquistata dai finlandesi e rinominata Uuras. Nel 1940 ritornò alla Russia e assunse il nome attuale.
In questa cittadina Aleksandr Stepanovič Popov fece i suoi primi esperimenti di trasmissione radio.